# 真篠砦
真篠砦（まじのとりで）、または真篠城（まじのじょう）は、山梨県南巨摩郡南部町福士真篠にあった砦。戦国時代末期の日本の城（山城）。「真篠」は字名。「真篠城跡」の名で山梨県指定史跡。

## 概要
所在する南部町福士は県南部・河内地方の山間部に位置する。河内地方を南流する富士川右岸の段丘上に立地する篠原集落から北西方向の「城山」に所在する。標高は260メートル付近で、集落との比高差は約50メートル。近世には篠原には福士村が成立する。
甲斐・駿河の国境付近である一帯には城郭が濃密に分布し、福士には真篠砦のほか福士の城山・切久保の畝状竪堀群が所在し、万沢には白鳥山城、南部町十島には葛谷峰砦が所在している。
真篠原砦は東西50メートル、南北40メートルほどの規模で、山麓や尾根上に遺構が分布する。主郭は山頂に位置し、周囲を土塁に囲まれ、北側・南東・南西には虎口を有する。北西に延びる尾根には5つの平坦面が連なり、先端部には竪堀を伴う尾根切が見られる。また、南に延びる尾根上には東西40メートル、南北50メートルの平坦地があり、先端には連続した竪堀が見られる。主郭の東側斜面には数段の平坦地があるが、耕作による破壊を受けている。現在、城域の東側は竹林や檜木林となっている。
主郭南側には竪堀を有する幅10メートル前後の腰郭があり、さらに腰郭南には幅20メートルに及ぶ大堀切がある。大堀切の南側には九本の畝状空堀が所在し、その直下には駿州往還が通過する。
連続した竪堀の特徴から戦国末期の築造と考えられている。
1936年（昭和11年）刊の『南巨摩郡誌』では信玄期の烽火台とし、武田家臣の足軽大将である原大隅守（虎吉）が警護し、真篠勇太夫の居跡となったとしているが、その根拠は不明。また、望月弥惣兵衛が真篠砦を預かったとする伝承も見られる。
天正10年（1582年）3月に武田氏が滅亡し、織田・徳川方に属した河内領主の穴山信君は上方へ赴いていたが、同年6月の本能寺の変により信君は横死した。三河国岡崎城へ逃れた徳川家康は無主状態となった武田遺領をめぐる「天正壬午の乱」が発生する。
天正壬午の乱において家康は6月6日に武田遺臣の駿河衆・岡部正綱（次郎左衛門）に命じて穴山氏の本拠である下山館（身延町下山）で城普請を行い、駿州往還・富士川沿いに菅沼城を築城する。同様に、真篠砦も岡部正綱、菅沼定政による修築の可能性も考えられている。
真篠砦から南2キロメートルほどには「城山」があり、『甲斐国志』では「福士城山」として記載している。
2000年（平成12年）3月2日付で県の史跡に指定された。